# Mortonia palmeri
Mortonia palmeri är en benvedsväxtart som beskrevs av William Botting Hemsley. Mortonia palmeri ingår i släktet Mortonia och familjen Celastraceae. Inga underarter finns listade.